# Cetatea Jimborului
Cetatea Jimborului este un ansamblu de monumente istorice aflat pe teritoriul satului Jimbor, comuna Homorod. În Repertoriul Arheologic Național, monumentul apare cu codul 41266.04.01.

## Galerie

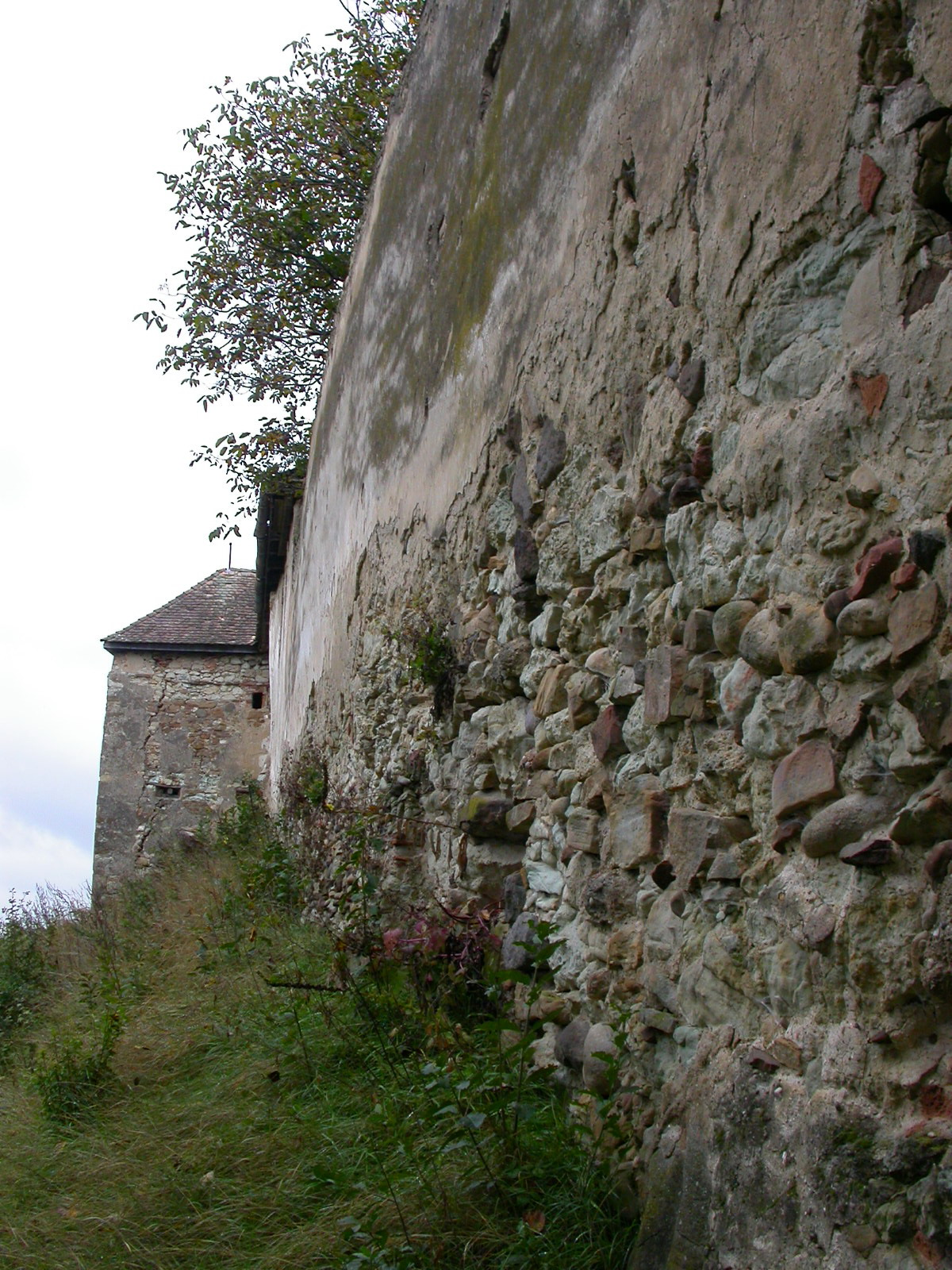
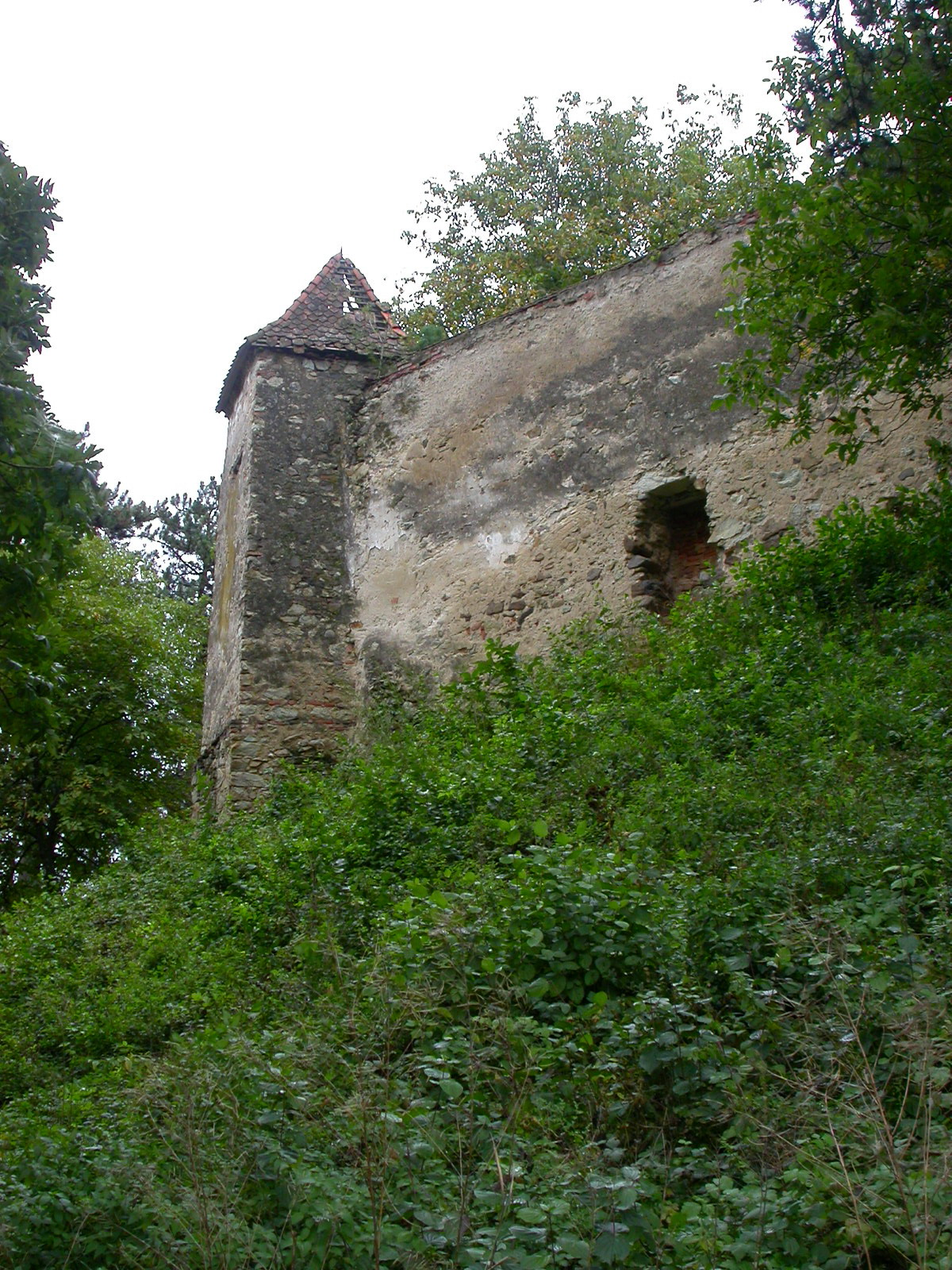
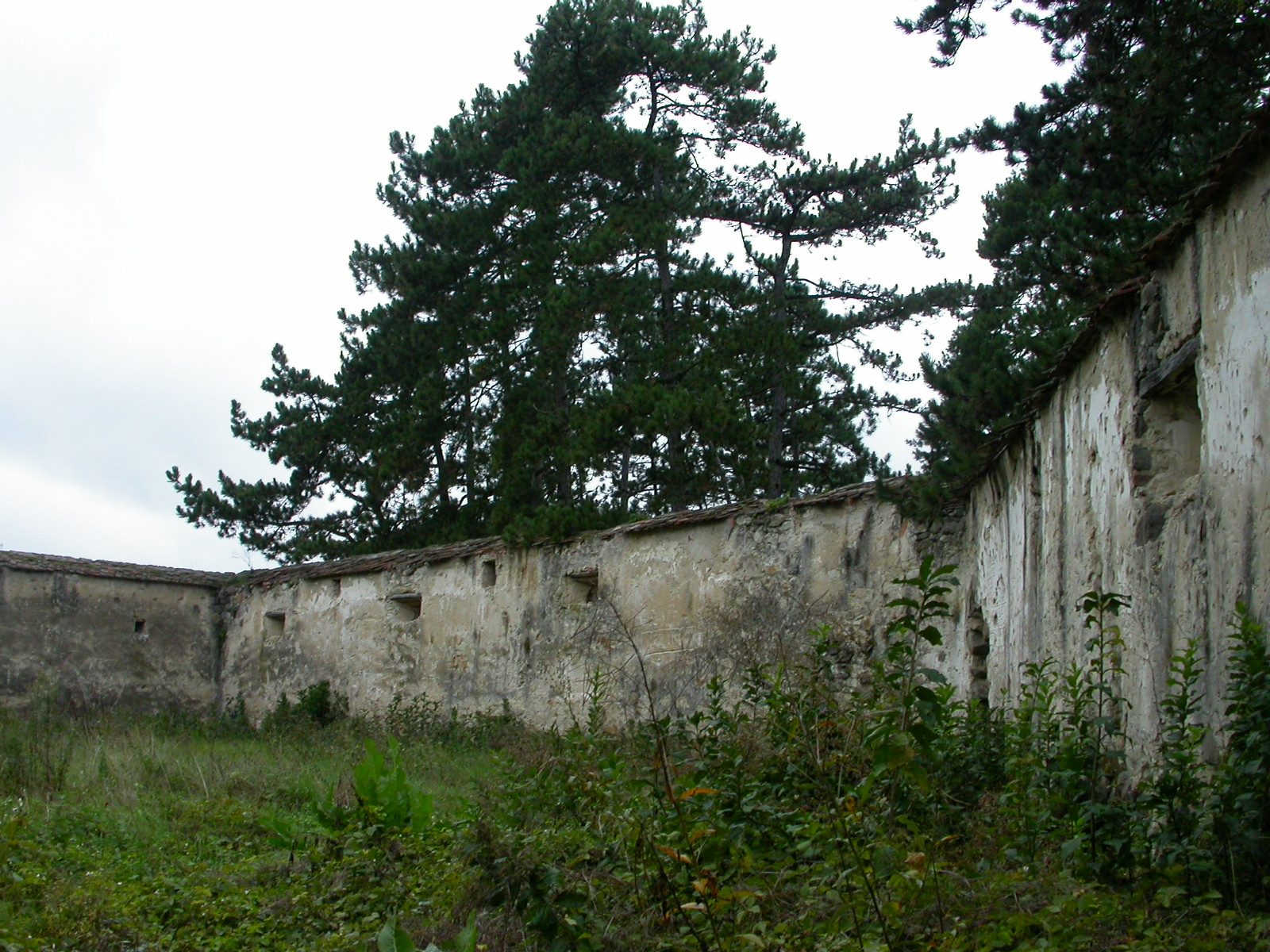
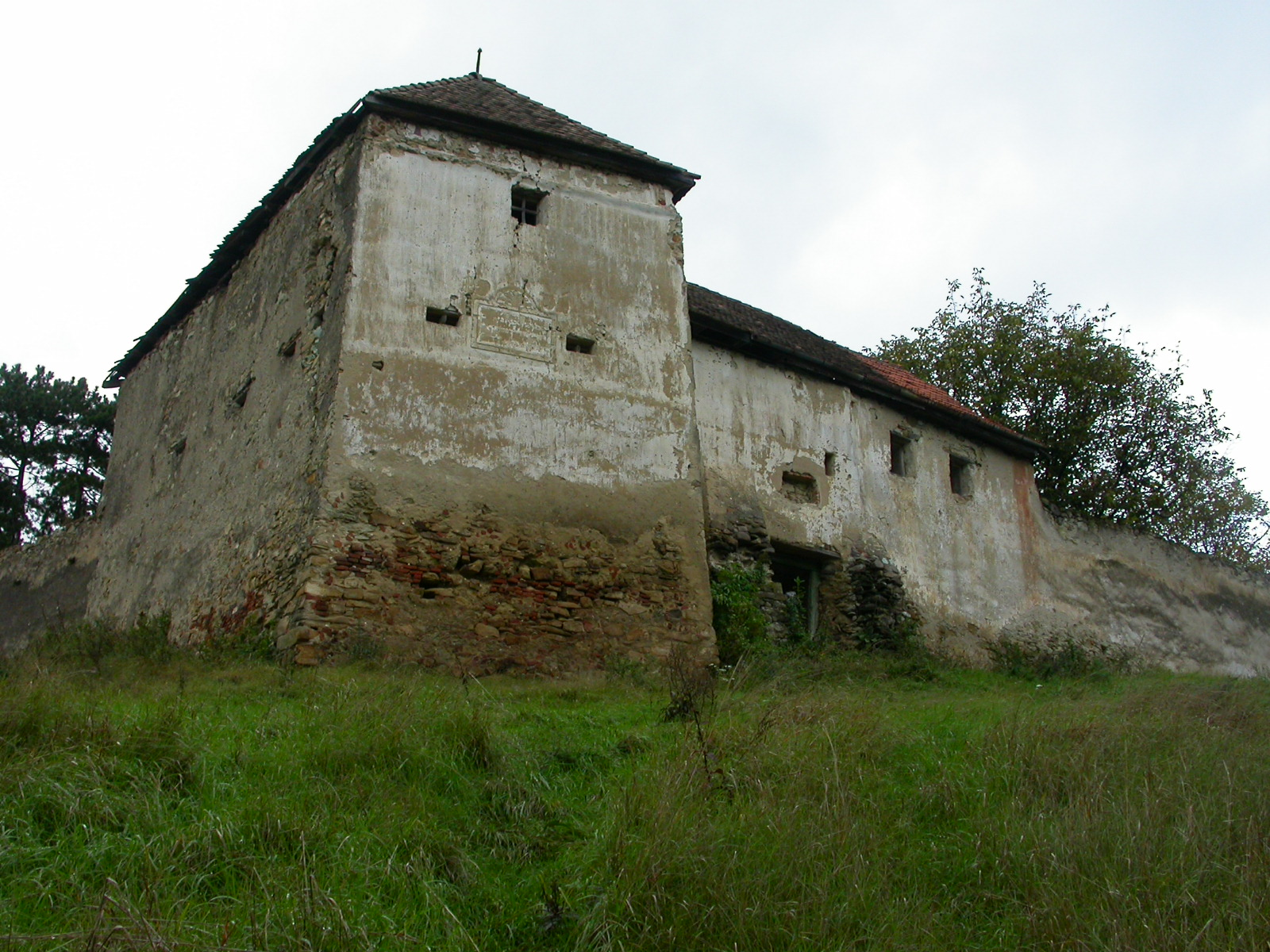